# Malcolm Roberts
Malcolm Roberts (* 31. März 1944 in Manchester; † 7. Februar 2003 in Addlestone) war ein britischer Schlagersänger.

## Leben und Wirken
In den 1960er Jahren war Roberts als Schauspieler und Musicaldarsteller aktiv. Er spielte Hauptrollen in den Musicals West Side Story und in Maggie May. Seine erste Single, Time Alone Will Tell von 1967, stieg in die UK-Charts ein. Auch May I Have the Next Dream With You (1968) und vor allem Love is All (1969) wurden Hits. Mit letzterem hatte er einen vielumjubelten Auftritt beim Festival International de Canção in Rio de Janeiro 1969. Auftritte in Nord- und Südamerika folgten. Es folgten bis Mitte der 1970er Jahre einige Alben.
Er nahm am Eurovision Song Contest 1985 zusammen mit Franck Olivier, Diane Solomon, Ireen Sheer, Margo und Chris Roberts für Luxemburg teil. Trotz des großen Aufgebots konnte die Gruppe mit Children, Kinder, Enfants nur Platz 13 erreichen. Im März 1991 nahm Roberts mit dem Titel One Love am britischen Vorentscheid zum Eurovision Song Contest 1991 teil, erreichte aber nur den achten und somit letzten Platz.
Roberts starb 2003 durch einen Herzinfarkt in der Nähe seines Wohnortes.